# Partita a scacchi (Raffaello Sorbi)
La Partita a scacchi è un dipinto ad olio di Raffaello Sorbi, firmato e datato, in fondo a destra: Raf. Sorbi 1886.

## Storia
il pittore fiorentino Raffaello Sorbi (1844- 1931), appena uscito dall'Accademia di belle arti di Firenze predilesse soggetti di gusto romantico, o ambientati nei tempi antichi, oppure scene ispirate alla vita di Dante o di Savonarola, nel gusto del Purismo che in Toscana ebbe grande sviluppo. Attratto più tardi nell'orbita dei macchiaioli e ancora di più dalle poetiche veriste, si dedicò negli anni della maturità a gustose scene di genere, ambientate all'aria aperta, in campagna. Il suo paesaggio campestre preferito era quello dei colli sulla riva sinistra dell'Arno. Nella tersa luce del giorno pieno, il pittore fa muovere molte figure. I cacciatori in sosta, nell'osteria di campagna, siedono a un rustico tavolo, dove pranzano e poi giocano a scacchi, attorniati da graziose ostesse che si muovono leggere tra i tavoli. Ritratti nell'aria serena e accogliente della campagna toscana, i cacciatori, che qui indossano una severa divisa nera settecentesca, perdono ogni atteggiamento militaresco, per abbandonarsi ai piccoli piaceri, in un'ora di riposo. 
Raffaello Sorbi, per la cura dei dettagli, per la disposizione naturalistica delle figure, per l'attenzione ai momenti di svago e di gioco, era chiamato il Meissonnier fiorentino: era un corretto e preciso disegnatore, era il brillante autore di incantevoli e rasserenanti quadretti di genere. Apprezzato, ancora oggi, più dai collezionisti stranieri che da quelli italiani.

## Descrizione
La Partita a scacchi, durante la sosta all'osteria di campagna fu dipinta in diverse versioni. In una delle versioni del dipinto, due giovani donne, sedute al tavolo, giocano a scacchi, mentre i cacciatori, nel loro abito settecentesco, fanno da spettatori. In un'ulteriore versione si vedono da un lato i fucili appoggiati a uno steccato e dall'altro i cavalli in sosta. Parte integrante della scena sono il cane da caccia, le galline che razzolano tra i tavoli dell'osteria, i piccioni che becchettano in gruppo. Il fiasco impagliato, su una tavola coperta da una tovaglia di bucato, ci dice che siamo proprio in Toscana. Sullo sfondo si intravedono colline con casali sparsi. Il pennacchio di fumo grigio che esce dal camino, il cielo attraversato da nuvole bianche e l'albero spoglio ci confermano che è una giornata d'autunno. Il tempo è incerto, ma la temperatura è tiepida e si pranza e si gioca a scacchi all'aperto. Gli scacchi sono uno svago popolare, cui prendono parte le donne.